# Arundinella birmanica
Arundinella birmanica är en gräsart som beskrevs av Joseph Dalton Hooker. Arundinella birmanica ingår i släktet Arundinella och familjen gräs.
Artens utbredningsområde är Burma. Inga underarter finns listade i Catalogue of Life.